# Гай Фульвий (квестор)
Гай Фульвий (лат. Gaus Fulvius; III век до н. э.) — римский политический деятель из плебейского рода Фульвиев, квестор 218 или 217 года до н. э. По данным Тита Ливия, когда к Италии приближалась карфагенская армия, Гай и его коллега Луций Лукреций находились в Лигурии; местные жители обманом схватили обоих и выдали Ганнибалу, чтобы продемонстрировать ему свои дружеские намерения. О дальнейшей судьбе квесторов ничего не известно. Если Гай получил свободу, он может быть одним лицом с Гаем Фульвием Флакком — легатом в 211 и 209 годах до н. э.